# Казімеж Шосланд
Казімеж Шосланд (пол. Kazimierz Szosland, 21 лютого 1891 — 20 квітня 1944) — польський вершник.
Срібний призер Олімпійських Ігор 1928 року в командному конкурі.

## З життєпису
Брав участь у війнах з Україною та Радянською Росією, загинув у лісах поблизу Гродзиська Мазовецького.